# ヤマハ・Sシリーズ

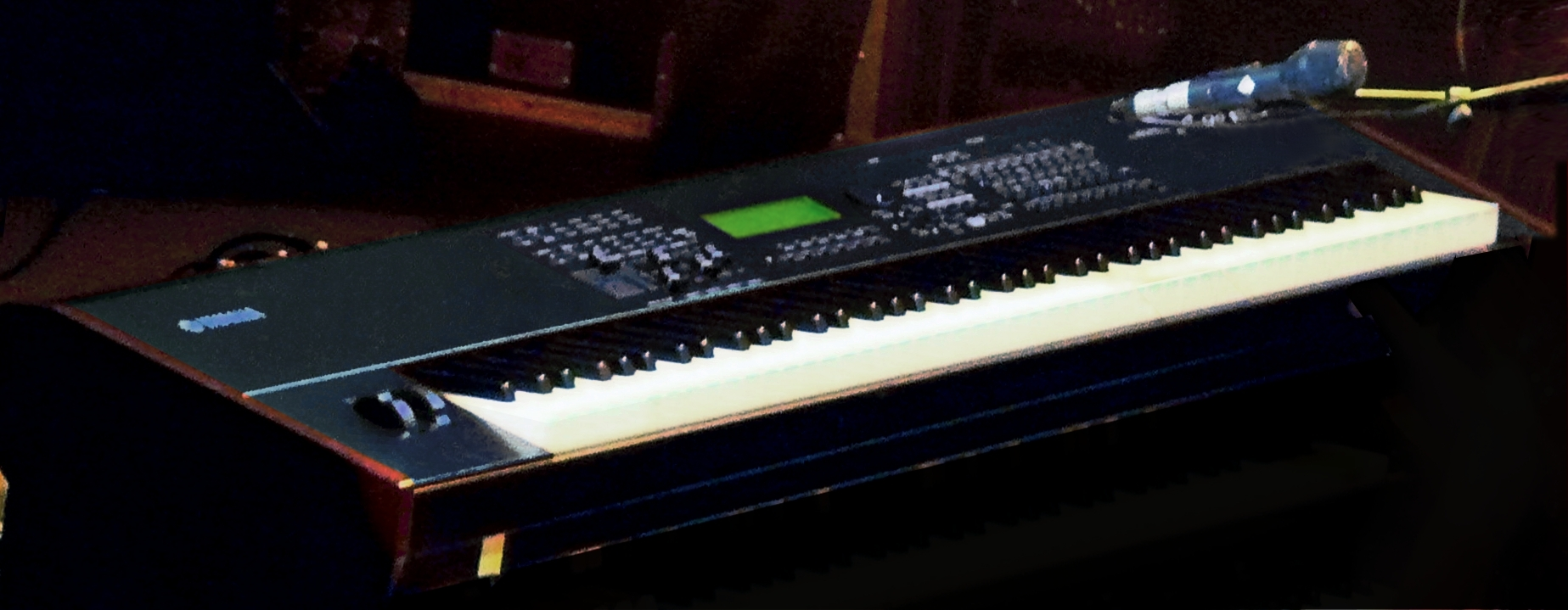
YAMAHA S90 ES

Sシリーズ（エス・シリーズ）はヤマハのシンセサイザーの型番・商品名。

## 概要
ピアノサウンドに特化したシンセサイザーとして製造されている。コルグ・TRINITYシリーズ以降、シンセサイザーの筐体の色はシルバーが多くなっていったにもかかわらず、このSシリーズはS03s及びS03SL以外のモデルは全てブラックを採用している。シーケンサーはプレイバック専用のものを装備している機種もあるが、原則的にはついておらず、伴奏データの作成はPC上で行うようになっている。また、プロ向けに開発され、プラグインボード装着可能なS80、S30の2機種のみを狭義のSシリーズとし、ヤマハ・MOTIFシリーズをベースに作成されたS90とS90 ES、S70 XS、S90 XSをS90シリーズ、DTM用で、プラグインボード装着不可のS03、S03s、S03BL、S03SL、S08をS0シリーズとして別シリーズとして取り扱うこともある。2010年代以降はMOTIF XFシリーズに相当する世代の機種は出ず、ヤマハ・CPシリーズに収斂していった。

## シリーズのモデル
S80
1999年発売。Sシリーズの第1弾。鍵盤は88key。AE鍵盤。プラグインボードを2枚装着可能。24MB相当（16bitリニア換算）のウェーブROM内蔵。プロ向けのシンセサイザーであるが、そのキータッチ、ピアノ音色からデジタルピアノとして十分利用可能なモデルとなっている。マーケットのリサーチの結果を元に制作され、後のMOTIFシリーズに影響を与えた。
S30
2000年発売。61key。プラグインボードを1枚装着可能。本体の音源部はS80と共通だが、プラグインボードスロットの数と鍵盤数(88→61)、キータッチ(AE鍵盤→LC鍵盤)、電源がACアダプタになったという点が異なる。同じように61keyでプラグインボード装着可能なシンセサイザーCS6xと競合するため、S80より後発であるこの機種のほうが先に生産完了となった。
S90
2002年発売。88鍵バランスドハンマー鍵盤。プラグインボード3枚装着可能。MOTIF8をベースにシーケンサーとサンプラー部を割愛し、波形容量を増やしたモデル。110MB（16ビットリニア計算）の波形ROMを装備。S80/S30はCS6xをベースに作られているため、S80/S30との互換性はない。
S03
2001年発売。61key。XGフォーマットに対応した64音ポリの音源を持ち、DTM用のキーボードとしても利用可能なモデル。XG音源部のキャピタルバンクの音色は、MU50同等のものでなく、PLG100-XGと同等のものであり、MUシリーズとはピアノやシンセベース、NewAgePadの音色などのニュアンスが異なっている。
S03s
2002年末発売。61key。上記S03をHello!Music同梱用にシルバーに筐体の色を変更したモデル。
S08
2002年発売。88鍵バランスドハンマー鍵盤（ただし、イニシャルタッチのみ対応、アフタータッチ機能なし）。XGフォーマットとGMレベル2に対応。基本的にはS03の鍵盤数を増やし、キータッチをピアノタッチに変更した機種という位置づけだが、ロータリーエンコーダやUSB端子の装備などバージョンアップされたポイントもある。
S03SL
2004年発売。61key。S03のシルバーモデル。色以外の仕様はS03と同一。元々前々年からHello!Music!同梱として発売されていたS03sを単体として再発売されたモデル。
S03BL
2004年発売。61key。S03SLに併せて、従来の黒いS03も付属CD-ROMの添付を2004年から打ち切り、型番を変更したモデル。
S90 ES
2005年発売。S90の後継機種。MOTIF ESをベースとしている。88鍵バランスドハンマー鍵盤。Modular Synthesis Plug-in Systemに対応した3基の拡張スロット。波形メモリは228MB、768ノーマルボイス＋65ドラムキット内蔵。3段階のベロシティスイッチを搭載。ベロシティの強弱によって 1キーあたり3種類のサンプリングウェーブ（ステレオサンプリングの音色では6種類のサンプリングウェーブ）が自動的に切り替わって、タッチによるダイナミックかつ微妙な音色変化を可能としている。グランドピアノ独特の響きを再現するダンパーレゾナンスという新たなエフェクトを搭載し、ペダルを深く踏み込むことで音を長くのばし、浅く踏み込むことで短く伸ばすなど、音の減衰時間をリアルタイムにコントロールできるハーフダンパー奏法も可能としている。
S70 XS / S90 XS
2009年発売。S90ESの後継機種。S70 XSが76鍵、S90 XSが88鍵で両方ともバランスドハンマー鍵盤。MOTIF XS直系の音色が搭載されている。波形メモリは456MBに倍増し、そのうち142MB分のピアノ音色はこの機種で新たにサンプリングされたものが使用されている。